# 小日向麻衣
小日向 麻衣（こひなた まい 1996年12月9日 - ）は、日本のアイドル、女性アイドルユニットdrop、ナナランドの元メンバーである。

## 来歴
ファンとしてdropを応援していたが、dropの新メンバー募集オーディションをきっかけに応募した。小泉留菜とともに合格し、dropへ加入した。
2020年、ナナランドを4月19日付けで卒業することを発表。
コロナ禍により卒業公演は延期になったが、予定通り4月19日で終了。
2021年9月20日、同じ事務所（コレットプロモーション）にで新しい女性グループ「わんふぁす！」誕生し、メンバー兼プロデューサーとして現在活動中。
担当カラーはdrop、ナナランドに引き続き、パステルオレンジである。

## 人物
- dropでの担当カラーはオレンジ、属性は太陽である。
- 特技は演奏で、楽器は一通りなんでも演奏可能である（ボーカル、ピアノ、ギター、ベース、ドラム）。
- 父母共に音楽一家に生まれた父母兄の4人家族である。
- 好物はグミとポテトチップスののり塩味。
- 身長158cm、血液型：B型。
- ナナランド1の美声でメインボーカルをつとめた。
- 2022年から突然、年齢非公開となった。

## 活動
- サッカーキング ハーフ・タイム（火曜日レギュラー）
- まぁちゃんねる（LINE LIVE）